# Judith (fille de Charles le Chauve)
 (avril 2019).
Si vous disposez d'ouvrages ou d'articles de référence ou si vous connaissez des sites web de qualité traitant du thème abordé ici, merci de compléter l'article en donnant les références utiles à sa vérifiabilité et en les liant à la section « Notes et références ».
Pour les articles homonymes, voir Judith.
Judith est une princesse carolingienne née vers 844 et morte après 870. Elle fut deux fois reine de Wessex puis comtesse de Flandre par ses mariages successifs.

## Biographie

### Origines
Judith était la fille aînée de Charles II le Chauve, roi de Francie occidentale et futur empereur d'Occident, et d'Ermentrude d'Orléans. Elle portait le même prénom que sa grand-mère paternelle, l'impératrice Judith de Bavière.

### Reine de Wessex
En 855, le roi Æthelwulf de Wessex se rendit en pèlerinage à Rome et sur le chemin du retour, en 856, il séjourna à la cour du roi Charles le Chauve. En juillet de la même année, Æthelwulf se fiança à la fille aînée de ce dernier, Judith, alors âgée d'environ 14 ans tandis que lui-même en avait 61. Le mariage fut célébré le 1er octobre 856 à Verberie, dans le nord de la France. 
Cette union fut essentiellement diplomatique : les deux hommes avaient à souffrir des raids des Vikings et elle offrait en outre à Æthelwulf tous les avantages d'une association au prestige carolingien. Ce mariage a toujours été considéré comme un événement extraordinaire par les historiens, tant contemporains que modernes : les princesses carolingiennes, habituellement envoyées au couvent, se mariaient rarement et en tout état de cause pas avec des étrangers. Judith fut couronnée reine et ointe par Hincmar, l'archevêque de Reims. Au royaume de Wessex, il était inhabituel que les femmes de roi fussent reines mais Charles insista pour que ce fût le cas de sa fille. Bien que des impératrices aient été ointes précédemment, il s'agit là du premier cas connu de reine carolingienne ointe. La coutume saxonne (décrite par le moine Asser comme « perverse et détestable ») voulait que la femme d'un roi de Wessex ne puisse être appelée reine ni ne siège sur le trône aux côtés de son mari — elle n'était rien d'autre que la femme du roi. 
Ce mariage provoqua la révolte de l'aîné des fils d'Æthelwulf encore en vie, Æthelbald, probablement parce qu'il craignait de perdre sa position au profit d'un demi-frère mieux né. Toutefois, le père et le fils négocièrent un compromis, qui attribuait les districts occidentaux du royaume à Æthelbald. 
Judith n'eut pas d'enfants d'Æthelwulf, qui mourut le 13 janvier 858. Æthelbald lui succéda, épousant dans la foulée Judith, c'est-à-dire sa belle-mère, sans doute pour renforcer sa position, la jeune femme étant fille d'un roi puissant. Cette union fut fortement critiquée par Asser dans sa Vie d'Alfred le Grand :

« Une fois que le roi Æthelwulf fut mort, Æthelbald, son fils, allant à l'encontre de l'interdit divin et de la dignité chrétienne, mais également de la pratique commune des païens, s'installa dans le lit conjugal de son père et épousa Judith, fille de Charles, roi des Francs, ce qui lui attira le mépris de tous ceux qui en vinrent à connaissance. »

Judith n'eut pas d'enfants non plus d'Æthelbald, qui mourut en 860 au terme d'un règne de deux ans et demi.

### Comtesse de Flandre
Après son deuxième veuvage, Judith vendit tous ses biens en Wessex et revint vivre à la cour de France. D'après la Chronique de saint Bertin, son père l'envoya alors au monastère de Senlis, où elle devait « rester sous sa protection et sous la tutelle épiscopale, avec tous les honneurs dus à une reine, jusqu'au moment où, si elle ne parvenait à rester chaste, elle pourrait contracter l'union la plus convenable et la plus légale, comme le dit l'apôtre ». Il est probable que Charles ait envisagé d'arranger un autre mariage pour sa fille mais celle-ci fit entretemps la connaissance de Baudouin Bras de fer (837 - 879) et aux alentours de Noël 861, avec l'aide de son frère Louis, le laissa l'enlever, dissimulée sous des habits d'homme’. 
Le couple était vraisemblablement marié lors de sa fuite mais celle-ci déclencha malgré tout la fureur du roi Charles, qui exigea de ses évêques qu'ils excommunient la princesse, ce qui fut fait lors d'un concile à Soissons. Judith et Baudouin se réfugièrent dans un premier temps à la cour de Lothaire II de Lorraine, cousin germain de Judith, avant d'aller plaider leur cause auprès du pape Nicolas Ier. Celui-ci parvint à convaincre le roi Charles d'accepter le mariage, qui eut lieu officiellement à Auxerre le 13 décembre 862 ou 863 selon les sources. 
Baudouin reçut les terres situées au sud de l'Escaut, c'est-à-dire le Pays de Flandre (territoire plus petit que le comté du même nom au Haut Moyen-Age), à charge pour lui de les protéger des attaques vikings. À cet égard, les historiens ignorent si l'espoir de Charles était que Baudouin fût tué dans une bataille avec ses voisins du Nord mais celui-ci sut gérer la situation admirablement : il parvint à bloquer l'avancée des Vikings, augmentant rapidement ses possessions et accroissant son armée, devenant un fidèle soutien de son beau-père. La Marche de Baudouin prit le nom de Comté de Flandre et allait devenir l'une des régions de France les plus puissantes. 
Judith devint ainsi la première comtesse de Flandre et eut quatre enfants :
- Charles (c. 864/865 – 876), baptisé du nom de son grand-père maternel ;
- Baudouin II dit le Chauve (862 - 918 à Gand), qui épousa Ælfthryth, l'une des filles du roi Alfred, frère d'Æthelbald ;
- Raoul ou Rodulf (865 - 900). Comte de Cambrai aux alentours de 888, il fut tué par Herbert Ier de Vermandois ;
- Gunédilde ou Winidilde, qui épousa selon certaines hypothèses Guifred le Velu, 1er comte de Catalogne. Toutefois, cette dernière union est contestable car elle ne pourrait pas pour des raisons chronologiques être la mère de tous les enfants de Guifred du fait de son jeune âge.

Judith est également l'ancêtre de Mathilde de Flandre, épouse de Guillaume le Conquérant, et donc des rois d'Angleterre suivants.